# Mahé (Seychelle-szigetek)
Mahé az Indiai-óceánban fekvő Seychelle-szigetek északkeleti szigetcsoportjának fő tagja, az ország legnagyobb kiterjedésű szigete. A hosszúkás, északnyugat–délkeleti irányban elnyúló szárazulat területe 154 km². Itt él az ország népességének mintegy 80-90%-a, s itt található az ország fővárosa, Victoria is.

## Földrajza
A gránitalapzaton nyugvó Mahé legmagasabb pontja a 905 méteres Morne Seychellois. A trópusi éghajlatú sziget rendkívül csapadékos, a magasan fekvő részeken az évi csapadékmennyiség meghaladhatja az 5000 millimétert is. A sziget középső része természetvédelem alatt álló, endemikus fajokban gazdag trópusi esőerdő. Az északi és keleti partvidék viszonylag sűrűn betelepült, itt található a főváros és a mezőgazdasági területek nagyobb része is. Alacsonyabb fekvésű déli része kevésbé benépesült, a sziget legkedveltebb fövenyes tengerpartjainak ad otthont.

## Történelme

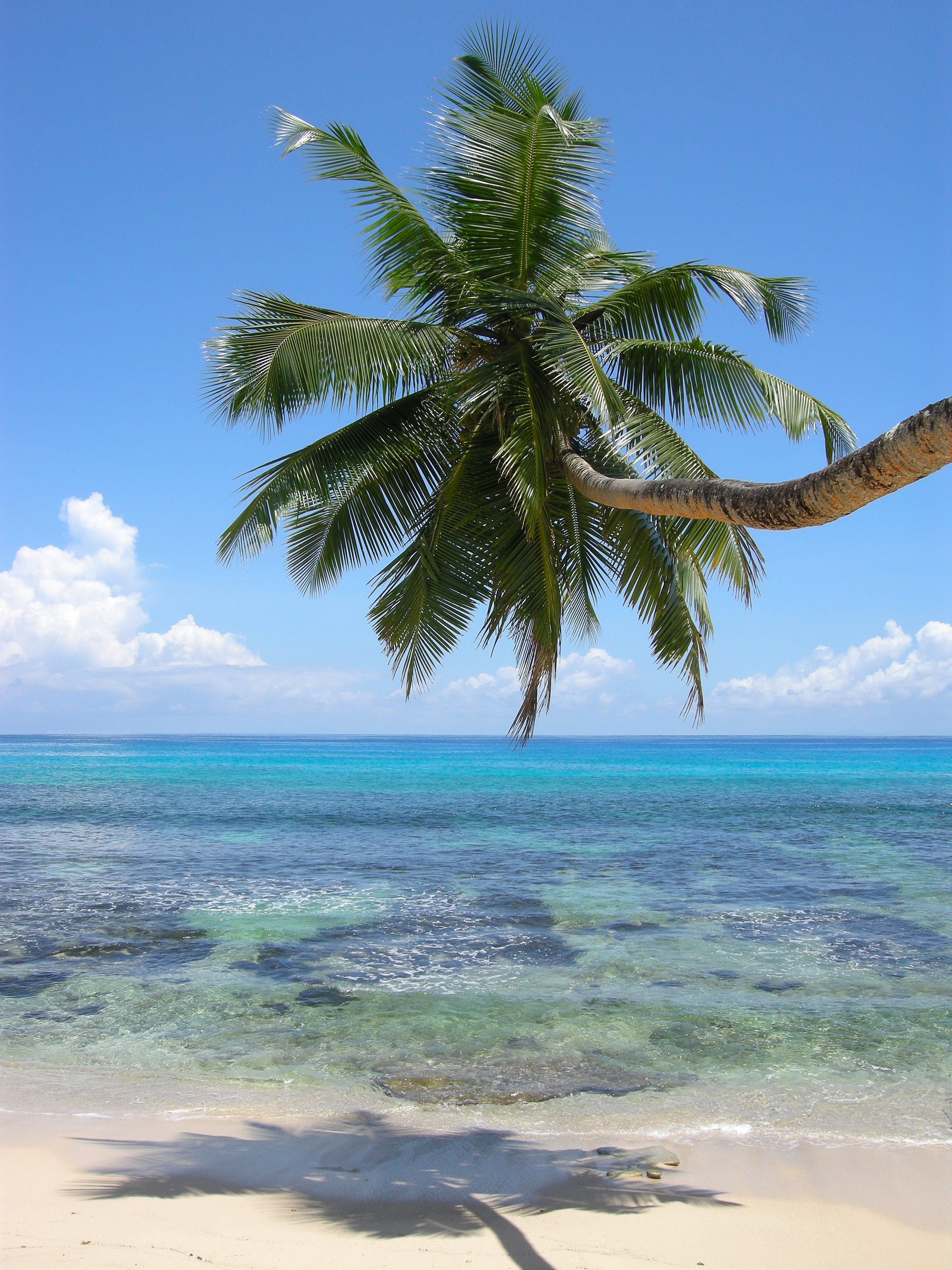
Anse Takamaka tengerpartja Mahé szigetén

Az akkor még lakatlan szigetet portugál hajósok fedezték fel a 16. században. Mai nevét az 1742-ben expedíció céljából kikötő francia hajó kapitányának, Lazare Picault-nak köszönheti, aki Bertrand-François Mahéról, francia tengerésztisztről, Île de France (ma Mauritius) kormányzójáról nevezte el a szigetet. 1756-tól Mahé is francia külbirtok lett, s az első kolónia 1770-ben létesült a szigeten, ahol jobbára a környező rizsföldeken dolgozó, az afrikai kontinensről elhurcolt rabszolgák éltek. 1794-ben a sziget Nagy-Britannia fennhatósága került, de a két ország között még évtizedekig folyt a marakodás a tulajdonlásáért. A sziget lakossága ekkor a kétezret sem érte el, és a rabszolgákkal megműveltetett földek sem jártak nagy jövedelemmel, de az Európából Ázsiába tartó, Afrikát megkerülő kereskedelmi hajóút egyik stratégiailag fontos állomása volt. Végül 1810-től a brit fennhatóság állandósult a szigeten, s a 19. század második felében kezdetét vette az intenzív kopratermesztés. A gazdasági fellendülésnek a Szuezi-csatorna 1869. évi megnyitása vetett véget, a kereskedelmi hajóút lerövidülésével ugyanis Mahé kereskedelmi jelentősége is megszűnt.
1976-ban a függetlenségét elnyerő Seychelle-szigetek gazdasági és kulturális központja lett, legnagyobb települését, Victoriát pedig az ország fővárosává tették meg. Itt épült meg még 1971-ben a nemzetközi repülőtér, az azóta eltelt évtizedekben fellendült a turizmus és a vendéglátóipar, számottevően fejlődött a mezőgazdaság és a halászat is.

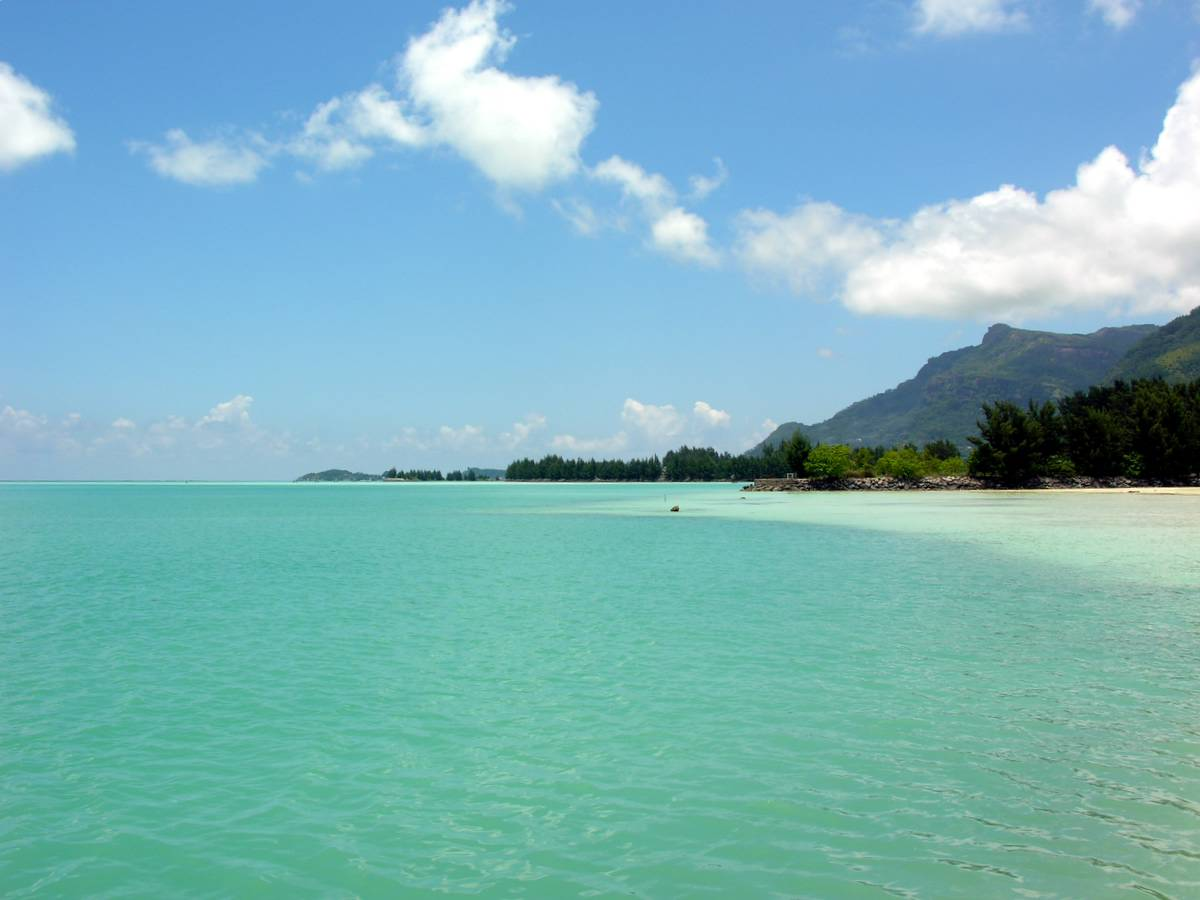
Mahé tengerpartja